# Mangelia nebula
Mangelia nebula är en snäckart som först beskrevs av Montagu 1803.  I den svenska databasen Dyntaxa används istället namnet Bela nebula. Enligt Catalogue of Life ingår Mangelia nebula i släktet Mangelia och familjen kägelsnäckor, men enligt Dyntaxa är tillhörigheten istället släktet Bela och familjen Turridae. Arten är reproducerande i Sverige. Inga underarter finns listade i Catalogue of Life.